# Mesorhoea bellii
Mesorhoea bellii is een krabbensoort uit de familie van de Parthenopidae. De wetenschappelijke naam van de soort werd in 1878 voor het eerst geldig gepubliceerd door Alphonse Milne-Edwards.